# Smoljinac
Smoljinac (cyr. Смољинац) – wieś w Serbii, w okręgu braniczewskim, w gminie Malo Crniće. W 2011 roku liczyła 1462 mieszkańców.